# Yuanjiangit
Yuanjiangit ist ein sehr selten vorkommendes Mineral aus der Mineralklasse der „Elemente (einschließlich natürliche Legierungen, intermetallische Verbindungen, Carbide, Nitride, Phosphide und Silicide)“ mit der chemischen Zusammensetzung AuSn und ist damit chemisch gesehen eine natürliche Legierung aus Gold und Zinn im Stoffmengenverhältnis 1 : 1.
Yuanjiangit kristallisiert im hexagonalen Kristallsystem, konnte jedoch bisher nur in Form von körnigen, kugeligen und pseudotraubigen Mineral-Aggregaten bis etwa 2 mm Größe, wobei einzelne Körner im Allgemeinen weniger als 5 μm groß sind. Sehr selten findet er sich in Drusen auch in wenig größeren, hexagonalen Prismen.
Das Mineral ist in jeder Form undurchsichtig (opak). Die Oberflächen der silberweißen Körner zeigen einen deutlichen Metallglanz. Auf der Strichtafel hinterlässt Yuanjiangit einen schwarzen Strich.

## Etymologie und Geschichte
Erstmals entdeckt wurde Yuanjiangit in den fluvioglazialen Sedimenten einer Gold-Seifenlagerstätte am Fluss Yuan Jiang im Kreis Yuanling (Provinz Hunan) in China. Wissenschaftlich beschrieben wurde das Mineral durch Lichang Chen, Cuiqing Tang, Jianhong Zhang, Zhenyun Liu, die es nach seiner Typlokalität benannten.
Yuanjiangit wurde im August 1993 von der International Mineralogical Association (IMA) als eigenständiges Mineral anerkannt. Die Publikation der Erstbeschreibung erfolgte 1994 in den Acta Petrologica et Mineralogica auf Chinesisch.
Typmaterial des Minerals, das heißt Mineralproben aus der Typlokalität, wird im Chinesischen geologischen Museum und in der Chinesischen Universität für Geowissenschaften in Peking aufbewahrt.

## Klassifikation
In der veralteten 8. Auflage der Mineralsystematik nach Strunz war der Yuanjiangit noch nicht aufgeführt.
In der zuletzt 2018 überarbeiteten Lapis-Systematik nach Stefan Weiß, die formal auf der alten Systematik von Karl Hugo Strunz in der 8. Auflage basiert, erhielt das Mineral die System- und Mineralnummer I/A.01-080. Dies entspricht der Klasse der „Elemente“ und dort der Abteilung „Metalle und intermetallische Verbindungen“, wo Yuanjiangit zusammen mit Anyuiit, Auricuprid, Bogdanovit, Cuproaurid (Q), Gold, Hunchunit, Kupfer, Novodneprit, Silber und Tetra-Auricuprid eine unbenannte Gruppe mit der Systemnummer I/A.01 bildet.
Die von der International Mineralogical Association (IMA) zuletzt 2009 aktualisierte 9. Auflage der Strunz’schen Mineralsystematik ordnet den Yuanjiangit in die Klasse der „Elemente“ und dort in die Abteilung „Metalle und intermetallische Verbindungen“ ein. Hier ist das Mineral in der Unterabteilung „Indium-Zinn-Familie“ zu finden, wo es zusammen mit Bronze und Sorosit die „Bronzegruppe“ mit der Systemnummer 1.AC.15 bildet.
In der vorwiegend im englischen Sprachraum gebräuchlichen Systematik der Minerale nach Dana hat Yuanjiangit die System- und Mineralnummer 01.01.02.03. Das entspricht der Klasse der „Elemente“ und dort der Abteilung „Elemente“. Hier findet er sich innerhalb der Unterabteilung „Elemente: Metallische Elemente außer der Platingruppe“ in der „Auricupridgruppe“, in der auch Auricuprid und Tetra-Auricuprid eingeordnet sind.

## Chemismus
Bei der Analyse von insgesamt sieben Mikroproben des Minerals aus der Typlokalität wurde ein Goldanteil zwischen 60,529 und 64,580 Gewichts-% und ein Zinnanteil von 35,303 bis 38,807 Gewichts-% sowie geringe Beimengungen an Silber und Blei festgestellt. Daraus ergibt sich die empirische Zusammensetzung Au1,008 Sn0,988, Pb0,001 Ag0,003, was idealisiert der Formel AuSn entspricht.

## Kristallstruktur
Yuanjiangit kristallisiert hexagonal in der Raumgruppe P63/mmc (Raumgruppen-Nr. 194) mit den Gitterparametern a = 4,32 Å und c = 5,51 Å sowie zwei Formeleinheiten pro Elementarzelle.
Die Kristallstruktur entspricht der von Nickelin.

## Eigenschaften
Yuanjiangit ist leicht löslich in Königswasser (aqua regia), langsam löslich in HCl oder HNO3.

## Bildung und Fundorte
In seiner Typlokalität, der Seifenlagerstätte am Fluss Yuan Jiang in China, fand sich Yuanjiangit eng verwachsen mit gediegen Gold. In der gleichen Lagerstätte konnten zudem gediegen Osmium und Platin sowie die Minerale Cinnabarit, Diamant, Kassiterit, Pyrit, Realgar, Rutil und Zirkon nachgewiesen werden.
Der bisher einzige weitere Fundort (Stand 2017) für Yuanjiangit ist die Gold- und Silbergrube Kockbulak bei Viloyati Sogd (auch Viloyati Sughd, Viloyati Khodzhent, Viloyati Leninabad) etwa 10 km östlich von Angren und 3,5 km südwestlich von Kairagach in Tadschikistan.